# Bahamy na Letnich Igrzyskach Olimpijskich 2000
Bahamy na Letnich Igrzyskach Olimpijskich 2000 reprezentowało 25 zawodników, 16 mężczyzn i 9 kobiet.

## Zdobyte medale
| Medal | Zawodnik                                                                  | Dyscyplina    | Konkurencja               |
| ----- | ------------------------------------------------------------------------- | ------------- | ------------------------- |
| Złoto | Pauline Davis-Thompson, Debbie Ferguson, Sevatheda Fynes, Chandra Sturrup | Lekkoatletyka | Sztafeta 4x100 m kobiet   |
| Złoto | Pauline Davis-Thompson                                                    | Lekkoatletyka | Bieg na 200 m kobiet      |
| Brąz  | Troy McIntosh, Avard Moncur, Timothy Munnings, Carl Oliver                | Lekkoatletyka | Sztafeta 4x400 m mężczyzn |